# Tye Harvey
Tye Harvey (Sonora, 25 settembre 1974) è un ex astista statunitense.

## Biografia
Nato in California, Harvey è entrato a far parte del team atletico universitario dell'Università del Minnesota per cui ha gareggiato nel corso degli anni Novanta nei circuiti NCAA.
Dopo aver partecipato a numerosi trials nazionali, Harvey riesce a centrare la qualificazione ai Mondiali indoor in Portogallo, dove riporta la medaglia d'argento alle spalle del connazionale Lawrence Johnson.
Harvey è sposato dal 2004 all'ex altista Amy Acuff, da cui ha avuto una figlia nel 2010.

## Palmarès
| Anno | Manifestazione  | Sede    | Evento           | Risultato | Prestazione | Note |
| ---- | --------------- | ------- | ---------------- | --------- | ----------- | ---- |
| 2001 | Mondiali indoor | Lisbona | Salto con l'asta | Argento   | 5,90 m      |      |